# Amino azúcar

Glucosamina.

En química, un amino azúcar es aquella molécula de azúcar que contiene un grupo amino en lugar de un grupo hidroxilo en alguno de sus radicales. Aquellos derivados de aminas que contienen azúcares, tales como la N-acetilglucosamina o el ácido siálico, aunque formalmente no contienen aminas primarias, también son considerados amino azúcares. Cuando el grupo amino está unido al carbono anomérico el compuesto se denomina glicosilamina.
Entre aquellas macromoléculas que suelen poseer amino azúcares cabe destacar a los aminoglicósidos, un tipo de compuesto antimicrobiano que inhibe la síntesis de proteínas en bacterias. También cabe mencionar la quitina, polímero constituyente de los caparazones de crustáceos y que es un polímero de la glucosamina.
A continuación se muestran algunos ejemplos de amino azúcares:
- Galactosamina
- Glucosamina
- Ácido siálico
- N-Acetilglucosamina
- N-Acetilgalactosamina
- N-Acetilmanosamina